# Pigmeeduifje
Het pigmeeduifje (Chamaepelia minuta) is een vogelsoort uit de familie duiven (Columbidae).

## Kenmerken
De doffer is overwegend grijs tot grijsbruin met een vaalwit onderlichaam. Het voorhoofd heeft een vage rode glans. Borst en hals hebben een duidelijk rode kleur. De snavel is bruin, de poten roserood en de ogen rood. Het vrouwtje is aan de bovenzijde lichtgrijs en bruin. Keel en buik zijn wit, terwijl de borst en flanken bruinachtig grijs zijn. Op het voorhoofd is vaag een rode glans te zien. De lengte is ongeveer 15 centimeter.

## Verspreiding
De soort komt voor in Peru en Brazilië.